# František Kuczman
František Kuczman (* 15. dubna 1948) je slovenský fotbalový trenér.

## Trenérská kariéra
V prvoligovém ročníku 1989/90 byl asistentem Antona Dragúně v DAC Poľnohospodár Dunajská Streda.